# Maurice Ager
Maurice Darnell Ager (Detroit, 9 febbraio 1984) è un ex cestista statunitense.

## Carriera
È stato selezionato dai Dallas Mavericks al primo giro del Draft NBA 2006 (28ª scelta assoluta).
Quando giocava a Dallas, i Mavericks lo cedettero assieme a Trenton Hassell, DeSagana Diop, Keith Van Horn e Devin Harris ai New Jersey Nets in cambio di Jason Kidd, Malik Allen e Antoine Wright.

## Statistiche

### NBA

#### Regular season
| Anno     | Squadra            | PG | PT | MP  | TC%  | 3P%  | TL%  | RP  | AP  | PRP | SP  | PP  |
| -------- | ------------------ | -- | -- | --- | ---- | ---- | ---- | --- | --- | --- | --- | --- |
| 2006-07  | Dallas Mavericks   | 32 | 1  | 6,7 | 31,4 | 33,3 | 60,6 | 0,7 | 0,2 | 0,1 | 0,1 | 2,2 |
| 2007-08  | Dallas Mavericks   | 12 | 3  | 6,4 | 18,5 | 0,0  | 83,3 | 0,3 | 0,3 | 0,0 | 0,1 | 1,3 |
| 2007-08  | N.J. Nets          | 14 | 0  | 6,3 | 42,1 | 27,3 | 16,7 | 0,6 | 0,3 | 0,0 | 0,0 | 2,6 |
| 2008-09  | N.J. Nets          | 20 | 0  | 4,9 | 34,9 | 0,0  | 50,0 | 0,5 | 0,2 | 0,1 | 0,1 | 1,7 |
| 2010-11  | Minnesota T'wolves | 4  | 0  | 7,3 | 54,5 | 75   | 0,0  | 0,5 | 0,3 | 0,3 | 0,0 | 3,8 |
| Carriera | Carriera           | 82 | 4  | 6,2 | 33,9 | 25   | 56,6 | 0,6 | 0,2 | 0,1 | 0,1 | 2,1 |

#### Play-off
| Anno     | Squadra          | PG | PT | MP  | TC%  | 3P%  | TL%  | RP  | AP  | PRP  | SP   | PP  |
| -------- | ---------------- | -- | -- | --- | ---- | ---- | ---- | --- | --- | ---- | ---- | --- |
| 2007     | Dallas Mavericks | 3  | 0  | 8,0 | 55,6 | 66,7 | 50,0 | 1,0 | 0,0 | 0,0' | 0,0' | 5,0 |
| Carriera | Carriera         | 3  | 0  | 8,0 | 55,6 | 66,7 | 50,0 | 1,0 | 0,0 | 0,0  | 0,0  | 5,0 |